# الثورة المهدية
قامت الثورة المهدية بزعامة محمد أحمد المهدي الذي ولد في العام 1843 في جزيرة لبب. قامت الثورة ردا على مظالم الحكم المصري تحت الوصاية الإنجليزية في السودان. وقد بنى محمد المهدي دعوته على فكرة المهدي الذي يظهر في آخر الزمان ويملأ الأرض عدلًا بعد أن ملئت جوراً. استجاب السودانيون للمهدي بقوة مكنته من هزيمة القوات الحكومية والسيطرة على السودان. توفي المهدي بعد انتصاره بفترة قصيرة وتولى الحكم عبد الله التعايشي الذي حارب الأحباش وحاول غزو مصر واستمر حكمه حتى عام 1899 حين غزا الإنجليز البلاد وهزموا جيوش المهدية في كرري ثم قتلوا الخليفة في معركة أم دبيكرات لتبدأ فترة الحكم الإنجليزي المصري الثنائي للسودان.

## الخلفية التاريخية

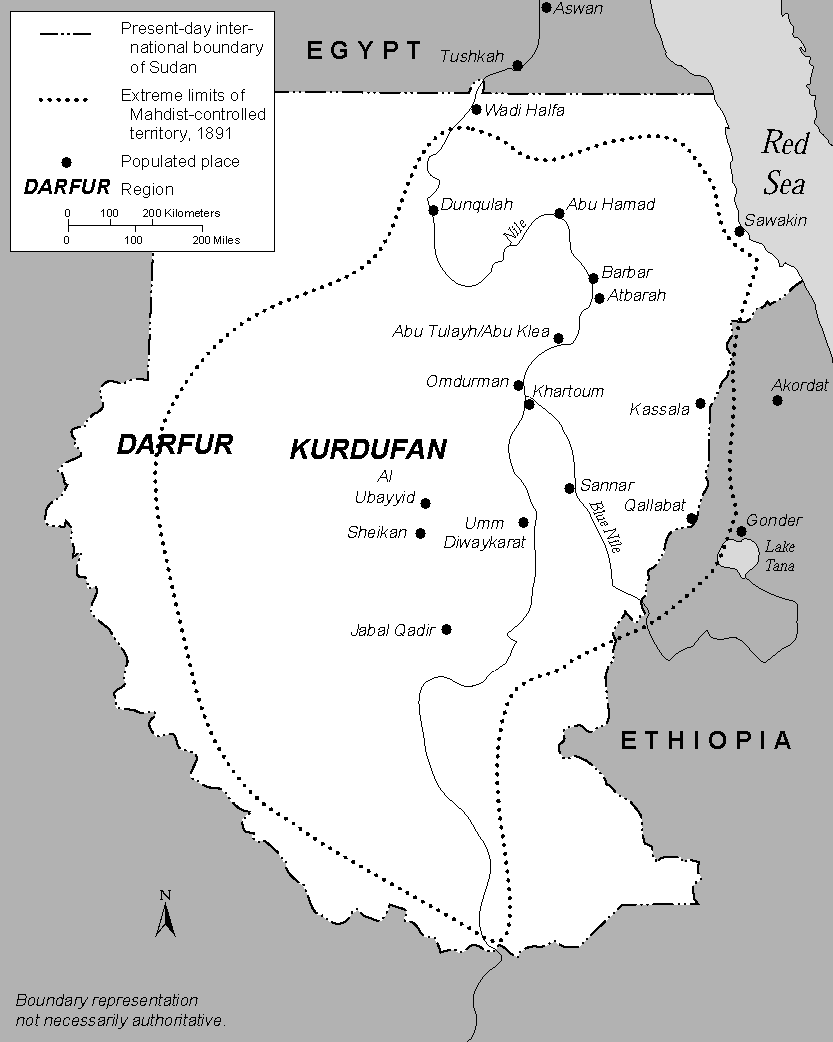
حدود الدّولة المهديّة

بعد غزو محمد علي للسودان في عام 1819, تولت إدارة تركية مقاليد الحكم في السودان. استاء الشعب السوداني من النظام الاستعماري بسبب الضرائب الباهظة التي فرضت، علاوة على البداية الدامية التي ميزت الحكم التركي-المصري في السودان.
وخلال فترة الحكم التركي المصري، عانت العديد من طوائف الشعب السوداني من صعوبات شديدة بسبب نظام الضرائب المفروضة عليهم من قبل الحكومة المركزية. ففي ظل هذا النظام، فُرضت ضرائب ثابتة على المزارعين وصغار التجار. وفي سنوات القحط وبخاصة خلال فترات الجفاف والمجاعة، لم يتمكن المزارعون من سداد تلك الضرائب الباهظة. ونظرًا لخشيتهم من الأساليب الوحشية والظالمة التي تمارسها قبيلة الشوايقة ، هرب العديد من المزارعين من قراهم الواقعة على ضفاف نهر النيل الخصبة إلى مناطق نائية مثل كردفان ودارفور.
وبحلول منتصف القرن التاسع عشر، حكم الخديوي إسماعيل مصر. ورغم أن الخديوي إسماعيل لم يكن زعيمًا يتسم بالكفاءة أو الإخلاص الكاملين، إلا أن خططه في مصر اتسمت بالفخامة والوجاهة. حيث أدى الإسراف في نفقاته إلى تكبد مصر ديونًا ضخمة وعندما بدأ ينهار تمويله لمشروع قناة السويس، تدخلت بريطانيا العظمى وسددت قروضه في مقابل الحصول على أسهم في القناة.
وكان أكثر الطرق اختصارًا للوصول إلى الهند هي قناة السويس التي تعد ذات أهمية إستراتيجية قصوى، لذلك أملت مصالح البريطانيين الحاجة إلى الاستيلاء عليها بطريقة أو بأخرى. وبالتالي توجب على الإمبراطورية البريطانية أداء دور متزايد وأكثر تأثيرًا في الشئون المصرية. وقد تسبب إنفاق الخديوي إسماعيل وفساده في حالة من عدم الاستقرار، ففي عام 1873 دعمت الحكومة البريطانية برنامجًا تتولى بموجبه لجنة ديون أنجلو- فرنسية مسؤولية إدارة الشئون المالية لمصر. وفي النهاية أجبرت هذه اللجنة الخديوي إسماعيل على التخلي عن العرش لابنه الخديوي توفيق في عام 1877، مما أدى إلى فترة من الاضطرابات السياسية.
علاوة على ذلك، عين الخديوي إسماعيل الجنرال تشارلز غوردون الصيني حاكمًا على الأقاليم الاستوائية السودانية عام 1873. وبعد تخلي الخديوي إسماعيل عن العرش، وجد غوردون أن الدعم ينخفض بصورة دراماتيكية. وفي نهاية المطاف تخلى عن منصبه عام 1880، بعد أن استنفدته تمامًا سنوات العمل وتركه في وقت مبكر من العام التالي.
وعلى الرغم من مخاوف المصريين من تلك الأوضاع المتفاقمة، ألمح وزير الخارجية إيرل جرانفيل (Earl Granville) أن البريطانيين يرفضون المشاركة وأن «حكومة صاحب الجلالة ليست مسؤولة بأي حال من الأحوال عن العمليات العسكرية في السودان».
ورأى المؤرخون أن من بين أسباب الانتفاضة غضب الجماعات العرقية السودانية من الحكام العثمانيين الأتراك، وغضب الدعاة المسلمين بسبب التقاليد الدينية المنحلة للأتراك والاستعداد لتعيين غير المسلمين مثل تشارلز غوردون المسيحي في مناصب رفيعة إلى جانب عمل المقاومة السودانية الصوفية «على تجفيف وتعليم الإسلام للموظفين المصريين». وفي ظل الثورة المهدية (1881-1898) اضطر الكثير من الأقباط اعتناق الإسلام قسراً حيث لم يكن لديهم حل سوى اعتناق الإسلام أو الهجرة أو الموت. وتوقف الاستقبال المتسامح عمومًا الذي تلقاه الأقباط في السودان بسبب عقد من الاضطهاد في ظل الدولة المهدية في نهاية القرن التاسع عشر.

## نشأة المهدي وبداية المهدية
نشا المهدي نشأة دينية حيث حفظ القرآن في سن مبكرة ثم انتمى للطريقة السمانية وتتلمذ على عدد من شيوخها. ساح المهدي في السودان ورأى كثيرا من الظلم والانحرافات عن الإسلام في أنحاء البلاد. ثم اسر لخلصائه أن الله اصطفاه ليملأ الأرض عدلا وأنه المهدي المنتظر. وشيئأ فشيئأ بدأت دعوته بالانتشار حتى وصلت لأسماع الحكمدار رؤوف باشا.

## معارك المهدية

### موقعة الجزيرة أبا
أرسل الحكمدار رؤوف باشا سريتين من العساكر بقيادة القومندان محمد بيك أبو السعود للقبض على المهدي، رست الباخرة ليلا وانطلق العساكر في فوضى ولدها التسابق على اعتقال المهدي طمعا في ترقية وعدها الحكمدار لأول من يقبض عليه. تسابقوا وفي ظنهم انهم في طريقهم لاعتقال درويش وحيد مستسلم ولم يعلموا أنه كان في انتظارهم مع اتباع مخلصين عاهدوه على القتال حتى النهاية. انقض اتباع المهدي على الجنود وسط الاوحال والأعشاب الطويلة على الشاطئ وتمكنوا من القضاء عليهم بسهولة إلا قليلا منهم عاد للباخرة حاملا أخبار الهزيمة. فيما بعد اعتبرت موقعة الجزيرة أبا في 12 أغسطس 1881 بداية الثورة المهدية.

### هجرة المهدي إلى قدير
أزكت هذه الحادثة روح الثورة في اتباع المهدي واسقطت هيبة الحكومة واعتبرها كثير من السودانيين كرامة من كرامات الولي الصالح ودليلاً على مهديته وانتشرت قصص الكرامات عن استخدام أتباعه لسيوف من شجر «العشر» الهش لقطع رؤوس العساكر.
تحوطا من انتقام الحكومة انسحب المهدي إلى جبال النوبة في جنوب كردفان وترك الأخوين عامر وأحمد المكاشفي على أقليم الجزيرة في انسحاب شبهه بهجرة النبي صلى الله عليه وسلم إلى يثرب.

### حركة عامر المكاشفي
أمرت الحكومة بالتنكيل بأقارب أعوان المهدي. وألقت القبض على عامر المكاشفي في سنار الذي انضم أخوه الشيخ أحمد المكاشفي إلى المهدي في قدير. وأذاقوه ألوانا من العذاب الذي عرفت به الحكومة المصرية التركية حتى افتدى نفسه بالمال وخرج من السجن ممتلئا بالغضب والحنق على الحكومة واثار قبائل رفاعة الهوى على الحكومة وسار بهم إلى سنار ونجح في دخولها قبل أن ينسحب متأثرا بجراح أصابته فحاصر المدينة وقطع خط التلغراف إلى الخرطوم. حركت الحكومة قواتها من الكوة على النيل الأبيض بقيادة صالح ود الملك ونجحت في فك الحصار عن سنار. ثم عاد صالح ود الملك لمطاردته وهزمه ودفعه للفرار إلى قدير. ليرفع من معنويات جند الحكومة حتى هدتها هزيمة الشلالي.

### حركةالشريف أحمد ود طه حركة محمد زين التكروري
ثار الشريف أحمد ود طه شرقي النيل الأزرق بين رفاعة وأبو حراز وأحرز انتصارين الأول على قوة من الباشبوزق والثاني على قوة من القلابات حتى سار إليه جقلر بك وقتله. ثم سار جقلر إلى محمد زين التكروري في أبو شوكة وقضى على حركته.

### حملة محمد سعيد
حاول محمد سعيد باشا مدير كردفان مطاردة المهدي أثناء انسحابه إلا أنه تكاسل بعد مسافة قصيرة لوعورة الطريق وعدم كفاية الجنود وعاد إلى عاصمته الأبيض ثم أرجأت الحكومة مطاردنه إلى ما بعد موسم الأمطار.
وصل المهدي إلى جبال تقلي ثم توغل بحثا عن الأمان حتى وصل جبل قدير الذي سماه «ماسة» في إشارة إلى حكايات متوارثة أن المهدي يظهر في جبل ماسة.وتفرغ الراحة والدعوة وتجنيد الأتباع الذين بدأوا يتوافدون عليه ويعتقد أنه أسماهم الأنصار أثناء اقامته بجبل قدير. في إشارة أخرى مستوحاة من سيرة النبي صلى الله عليه وسلم وهو الاسم الذي ما زالوا يحملونه إلى اليوم.

### حملة راشد
قام راشد بك مدير فشودة بقيادة حملة اتجه بها نحو قدير لمباغتة المهدي. وفي 9 ديسمبر 1881 وقعت القوة في كمين وتمت إبادتها تماما.
أدت هزيمة راشد إلى استشعار الحكومة لخطر المهدي وبدأت في تجهيز حملة عسكرية كبيرة للقضاء عليه. وتم عزل رؤوف باشا عن الحكمدارية في مارس 1882 وتعيين عبد القادر باشا وزير شئون السودان في حكومة الخديوي مكانه.

### حملة الشلالي
غادر يوسف بك الشلالي الخرطوم على رأس حملة من 4000 آلاف جندي في 15 مارس 1882 وتحركت نحو الكوة على النيل الأبيض حيث عسكرت في انتظار تعزيزات من الأبيض. ثم سار بجيش بلغ 6000 آلاف جندي إلى فشودة (جنوب الرنك) ومنها تحرك نحو هدفه جبل قدير على بعد 100 ميل غربا.
اتسم جيشه بتدني الروح المعنوية وتكرار حالات الهروب من الخدمة وانعدام الانضباط العسكري. خصوصا بعد الانتظار الممل في الكوة.
وصل إلى مشارف معسكر المهدي بعد ستة عشر يوما مرهقة عبر خلالها المستنقعات والأوحال وسرعان ما اخلد جنوده إلى النوم بعد تشييد معسكرهم كيفما اتفق واحاطته بـ«زريبة» ضعيفة لم تصمد امام هجوم خاطف شنه المهدي في الساعات الأولى من الصباح الباكر في يوم 22 مايو 1882 ذبحوا فيه الجنود النيام بسهولة.
بدأ الحكمدار في تجميع قواته بسحب الحاميات البعيدة إلى الخرطوم والتوسع في التجنيد والتدريب. وأرسل 1000 جندي لتعزيز الأبيض أكبر مدن كردفان معقل الثورة.
أما المهدي فقد بقي في قدير يستقبل وفود القبائل المنضمة للثورة. فبعد ثلاثة انتصارات متتالية على جيوش الحكومة اقتنعت الجماهير بصدق دعوته واعتبرت الانتصارات من كراماته التي سارت بها الركبان.

### بين الشلالي والمهدي
أرسل الشلالي رسالة طويلة إلى المهدي أثار فيها عددا من النقاط الشرعية بمساعدة من رافقه من العلماء ورغم فقد الرسالة فإن رد المهدي عليها يبين ما ذكر فيها:
1. أخذ الشلالي على المهدي قتله للعساكر غدرا وهم ما جاءوا لقتال. ورد المهدي بأن من يريد المصالحة يرسل العلماء والصلحاء لا العساكر الأغبياء ويعطيهم الأسلحة.
2. ورماه الشلالي بأنه قتل ظلما وعدوانا. فرد المهدي بأنه ما قتل إلا«أهل الجرادة» وأن الرسول صلى الله عليه وسلم أخبره بكفرهم لأنهم لم يتبعوه وانه أمره بقتال الترك.
3. لام الشلالي المهدي على استخدام الطلائع ومناصرة الأعراب له. فرد المهدي بأن الرسول صلى الله عليه وسلم استخدم الطلائع واتبعه ضعاف القوم أول الأمر.[9]

### الهجوم على الأبيض
تحرك المهدي بهدف السيطرة على كامل كردفان فسيطر على البركة في شهر أغسطس 1882 وحاصر بارا ابتداء من يوليو وارسل سرية سيطرت على الدلنج واتجه بنفسه نحو الأبيض عاصمة الإقليم المحصنة التي وصلها في سبتمبر ومعه 30,000 من أتباعه واسرهم وما زال الأتباع يبايعونه كل يوم وينضمون إليه حتى من داخل المدينة المحاصرة.
كان محمد سعيد باشا مدير كردفان قد قام بتحصين الأبيض بحماس شديد فبنى حلقتين من التحصينات: الأولى تحيط بكامل المدينة والثانية تحمي المباني الحكومية ومنازل الموظفين والمواطنين غير المشكوك في ولائهم للحكومة. وقد قام بإعدام رسل المهدي الذين دعوه للإيمان بالمهدية مما أثار غضب المهدي الذي أمر بالهجوم على المدينة في 8 سبتمبر 1882.
اندفع الأنصار الموعودون بالجنة والمشبعون بإيمان عميق بالمهدي ورسالته نحو المدينة بغير مبالاة بالرصاص الذي أمطرهم به المدافعون. سقط المهاجمون قتلى بالعشرات ولكنهم نجحوا في اختراق السور الخارجي وتقدموا لاقتحام السور الداخلي ذي التحصينات الأقوى وحيث استمات المدافعون في الدفاع عن بيوتهم وأسرهم ونجحوا في صد الأنصار وكبدوهم خسائر بشرية كبيرة. وكانت تلك أول هزائم المهدية على الأطلاق.
كانت تلك المرة الأولى التي يرسل فيها المهدي جيشا للقتال المباشر بدون استخدام الكمائن والمفاجئات التي خدمته كثيرا في السابق. ولكنه سرعان ما وعى الدرس وسحب قواته إلى مسافة أمنة حاصر منها المدينة وانتظر الجوع ليفتك بمن فيها.
فشلت حملة أخرى من 3000 جندي أرسلت من الخرطوم لفك الحصار عن الأبيض وبارا بعد أن قضى عليها انصار المهدي في الطريق. وقد كانت اخر ما في جعبة الحكمدار من قوات. وفي غياب الأمل بالإمدادات كان دخول الأنصار المدينة مسألة وقت حيث تناقصت مؤنهم تدريجيا مع الأيام. وقد استسلمت بارا أولا في 5 ينابر 1883 تلتها الأبيض في 17 يناير 1883 بعد سبعة عشر شهرا فقط من معركة الجزيرة أبا.

### حملة هكس

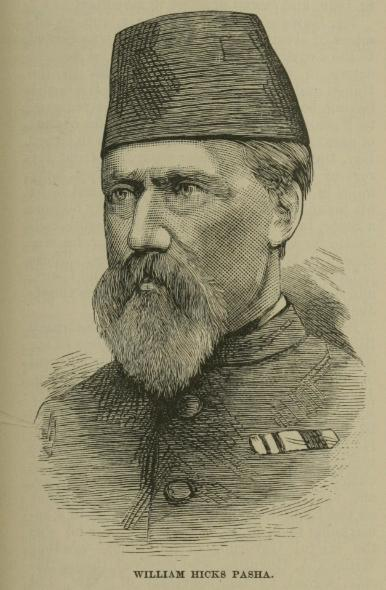
هكس باشا

استجابت الحكومة المصرية الواقعة تحت الاستعمار التركي لتهديد المهدي بإرسال جيش من 8000 جندي جندوا أساسا من فلول جيش عرابي المهزوم. وقد عنى للحكومة التخلص من التهديد المحتمل لهؤلاء الجنود المسرحين بعد هزيمتهم في التل الكبير 1882. افتقر الجنود للنظام والانضباط العسكري وقد شكوا في نوايا الحكومة المصرية والمستعمرين من خلفها فقد سرت شائعات وسط الجنود انهم في طريقهم إلى السجن في سواكن. وقد كثرت حالات الهروب من الخدمة وسطهم ولم تقم الحكومة المصرية بدفع متأخرات مرتباتهم مما أضر بروحهم المعنوية كثيرا وقد زج بهم في حرب ضروس في أرض غريبة عنهم.
أما من ناحية القيادة فقد رافق الحملة ثلاثة عشر ضابطا أوروبيا بقيادة هكس باشا الذي رغم خدمته في الجيش الهندي إلا أنه لم يحز على أي خبرة عملية في القتال من قبل. وقد ارسلت الحملة في البداية تحت قيادة اسمية لسليمان نيازي باشا تجنبا لإثارة مشاعر المواطنين المسلمين. وقد اشتدت الخلافات بينه وبين هكس حتى تم اعفاؤه وإعطاء القيادة لهكس إلا أن خلافات هكس استمرت مع الحكمدار علاء الدين باشا الذي رافقه في الحملة.
بعد تدريب قصير لثلاثين يوما بارح الجيش الخرطوم في طريقه نحو الأبيض. وقد تتبع النيل الأبيض حتى الكوة ثم اتجه غربا نحو كردفان. احتد الخلاف في قيادة الجيش ليلة المسير حول أفضلية الطريقين المقترحين: بارا الأبيض القصير أم مباشرة نحو الأبيض الأطول. ويتضح ضعف التخطيط من توقيت طرح مسألة بهذه الأهمية للنقاش في اللحظة الأخيرة. اصر علاء الدين والأدلاء على اتباع طريق الأبيض لاعتقادهم بتوفر الماء وخور أبو حبل في الطريق ورضخ هكس لرأيهم.
ضل الأدلاء الطريق إما بإيعاز من المهدي أو لجهلهم بالطريق وعانى الجيش من العطش حيث وإلى الأنصار ردم الأبار في طريقه ومناوشة اجنابه لإنهاك المقاتلين. وقرب الأبيض في منطثة شيكان انقض الأنصار بقيادة عبد الرحمن النجومي على الجيش المتهالك وأبادوا معظمه في 3 نوفمبر سنة 1883.

### تبعات هزيمة هكس
أجمع المؤرخون ان جيش هكس كان جيشا محكوما عليه بالهزيمة منذ يومه الأول. فقد وصفه تشرشل في «حرب النهر» بأنه أسوأ جيش سار على وجه الأرض: بلا تدريب أو نظام أومرتبات ووله من الروابط مع أعدائه ما يفوق ماله مع قادته.
أعطت هزيمة هكس دفعة قوية للمهدي وزودته بكتير من العتاد والمؤن وساهمت في اقناع السودانيين المتشككين بصحة دعوى المهدي. وتم عزل دارفور التي استسلم مديرها سلاطين وأعلن إسلامه وانضم للمهدي الذي أسماه عبد القادر.
أحست الحكومة في الخرطوم بعظم التهديد الذي بات يهدد وجودها حيث لم يبق في البلاد من الجنود ما يكفي للدفاع عن الخرطوم وبدأت الحاميات في التجهيز للانسحاب إلى الخرطوم ومنها إلى بربر مالم تصل التعزيزات من مصر. وبدأ بعض كبار الموظفين بادعاء المرض والعلل للعودة إلى القاهرة.